# Protocontinente
O termo protocontinente (do grego antigo πρωτο - ( proto -), "primeiro" e "continente") refere-se às primeiras massas continentais desenvolvidas na Terra durante os éons Hadeano e Arqueano e que, durante o curso das mesmas, e graças aos movimentos das placas tectônicas, eles se combinaram para formar continentes maiores. Esses protocontinentes eram muito pequenos, e ao estarem sujeitos a processos geológicos muito intensos, eram “fácilmente” deformados, porque se considera que eram muito pouco estáveis. A orogenia foi a causa de um grande número de colisões entre protocontinentes e de dar origem, a partir delas, aos primeiros continentes estáveis. 